# Tim Cockey
Tim Cockey (1955 -) est un scénariste et écrivain américain, auteur d'une série de cinq romans policiers humoristiques mettant en scène le croque-mort Hitchcock Sewell.
Il est né et a grandi à Baltimore, ville à laquelle il est resté très attaché, notamment à-travers ses œuvres.
Actuellement new-yorkais, il est scénariste pour les chaînes ABC et Hallmark Entertainment.
Après sa série du croque-mort, il publie sous le pseudonyme de Richard Hawke, notamment en mettant en page les aventures du détective privé Fritz Malone.

## Œuvres publiées

### Sous le nom de Tim Cockey
- Le croque-mort a la vie dure (2004) (titre original : The hearse You Came in On, 2000)
- Le croque-mort préfère la bière (2004) (titre original : Hearse of a Different Color, 2001)
- Le Croque-mort à tombeau ouvert (2005) (titre original : The Hearse Case Scenario, 2002)
- Le croque-mort est bon vivant (2005) (titre original : Murder in the Hearse Degree, 2003)
- Le croque-mort enfonce le clou (2006) (titre original : Backstabber, 2004)

### Sous le nom de Richard Hawke
- La Peau du diable (2007) (titre original : Speak of the Devil, 2006)
- Froid est l'enfer (2008) (titre original : Cold Day in Hell, 2007)
- House of Secrets (2010)

## Prix et nominations

### Prix
- Prix Lefty 2003 pour The Hearse Case Scenario[2]

### Nominations
- Prix Dilys 2001 pour The Hearse You Came in On[3]
- Prix Barry 2003 du meilleur roman pour The Hearse Case Scenario[4]